# Гебхард Йохан I фон Алвенслебен
Гебхард Йохан I фон Алвенслебен (на немски: Gebhard Johann I von Alvensleben; * 2 октомври 1576, замък Рьогец в Саксония-Анхалт; † 27 юли 1631, дворец Еркслебен) е благородник от род Алвенслебен. Той е господар на имението в Еркслебен II и Айхенбарлебен и създава там обсерватория.

## Биография
Той е най-малкият син на учения и реформатор Йоахим I фон Алвенслебен (* 7 април 1514; † 12 февруари 1588) и третата му съпруга Маргарета фон дер Асебург (* 25 май 1541; † 24 декември 1606, Айхенбарлебен), дъщеря на Йохан/Ханс фон дер Асебург, цу Хаусхайндорф и Пезекендорф († 1567) и Клара фон Крам († 1579). Баща му има общо 19 деца. По баща е внук на Гебхард XVII фон Алвенслебен († 1541) и Фредеке фон Венден (1488 – 1551).
Гебхард Йохан I следва през 1595/1596 г. първо в университета в Хелмщет, по-късно във Витенберг, Йена и Лайден. След това пътува в Нидерландия и Франция и се завръща през 1602 г. От 1604 до 1606 г. той пътува през Тирол до Италия, където посещава Венеция, Падуа, Флоренция и Генуа. Завръща се през Илирия, Унгария и Бохемия.
Гебхард Йохан I създава обсерватория (Astrolabium) и се занимава с астрономия и астрология. Той обаче получава конфликти със своя свещеник, който му отказва причастието.
Гебхард Йохан I фон Алвенслебен умира на 54 години на 27 юли 1631 г. в Еркслебен и е погребан в тамошната дворцова капела. Празничната служба, заради войната, се състои обаче едва след 15 години на 26 ноември 1646 г. за него и едновременно за умрелия му син Матиас през 1636/1638 г.

## Фамилия
Гебхард Йохан I фон Алвенслебен се жени на 25 февруари 1610 г. за Гертруд фон Велтхайм (* 22 март 1585; † 11 ноември 1622), дъщеря на Матиас фон Велтхайм и Катарина фон Швайхолд. Те имат пет деца:
- Маргарета Катарина фон Алвенслебен (* 11 ноември 1610; † 11 ноември 1670), омъжена 1630 г. за фрайхер Еразмус фон Платен (* 5 март 1590; † 15 март 1663)
- Йоахим III фон Алвенслебен (* 20 февруари 1612; † 10 декември 1645), женен на 20 февруари 1640 г. в Еркслебен за Еренгард фон дер Шуленбург (* юли 1611; † 7 февруари 1677), дъщеря на Матиас V фон дер Шуленбург (1578 – 1656) и Маргарета Шенк фон Флехтинген (1591 – 1636)
- Матиас фон Алвенслебен (* 6 октомври 1613, Еркслебен; † 11 август 1638, Еркслебен)
- Лудолф фон Алвенслебен (* 21 октомври 1614; † 5 септември 1664, Еркслебен), женен на 27 февруари 1655 г. в Хаторф за Магдалена фон дер Вензе († 1701)
- Фредеке София фон Алвенслебен (* 1616; † 1691), омъжена 1646 г. за Ханс Хайнрих фон Ангерн († 1659)